# Lettres à Lucilius

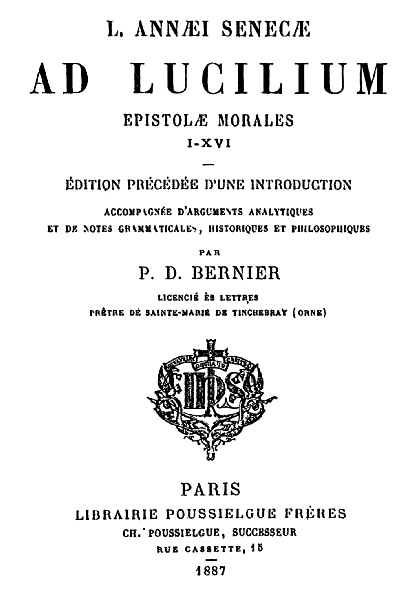
Epistulae morales ad Lucilium. Senèque. Paris, 1887

Epistulae morales ad Lucilium
Les Lettres à Lucilius (latin : Epistulae morales ad Lucilium, soit Épîtres morales à Lucilius) sont un ensemble de 124 lettres écrites en latin par Sénèque (Lucius Annaeus Seneca) lors des dernières années de sa vie (63-64) à l'intention de Lucilius le Jeune, alors gouverneur romain de Sicile.
La fin de la correspondance est lacunaire, d'au moins une dizaine de lettres, étant donné que Aulu-Gelle cite une lettre du XXIIe livre.
Correspondance entre un philosophe accompli et un néophyte intéressé, les Lettres touchent à une foule de sujets – de la vie quotidienne aux préoccupations métaphysiques – et tendent à expliciter et mettre en valeur les enseignements du stoïcisme adopté par Sénèque en tant que protreptique. En plus de leur attrait principalement philosophique, elles fournissent maintes indications sur le mode de vie des Romains de l'époque (Ier siècle).

## Écriture
Il est admis que les lettres soient classées dans l'ordre chronologique, les lettres sont datées grâce à des indices : dans la lettre 8, Sénèque évoque son retrait du monde, qui eut réellement lieu (d'après les Annales de Tacite xiv.52-6), au printemps de l'an +62. La lettre 18 fut écrite en décembre, pendant les Saturnales.
La lettre 23 évoque un hiver froid, probablement en +63, la lettre 67, la fin d'un printemps froid et fut sans doute écrite l'année suivante, la lettre 91 évoque l'incendie de Lugdunum (Lyon) qui eut lieu l'été +64. D'autres chronologies sont possibles : si les lettres 23 et 67 se réfèrent au même printemps, alors le temps d'écriture est réduit d'un an. Les 124 lettres sont regroupées en 20 volumes même si la correspondance est lacunaire, cependant, la lettre 91 se référant à l'incendie de Rome qui eut lieu moins d'un an avant la mort de Sénèque, on estime peu important le nombre de lettres perdues. L'ensemble des Lettres représente la plus longue œuvre de Sénèque, bien qu'adressées à Lucilius, elles prennent la forme de lettres ouvertes, peut-être destiné à un lectorat plus vaste. Le genre épistolaire était répandu à l'époque de Sénèque. Sénèque fait référence aux lettres à Atticus de Cicéron, à des lettres d'Épicure, et connaissait probablement les lettres de Platon et d'Horace. Cependant, on pense qu'il s'agit de lettres réelles (et non d'une imitation littéraire). Sénèque répond à Lucilius, même si les lettres de Sénèque et Lucilius ne semblent pas se répondre une à une. Même si Sénèque pouvait bénéficier des services postaux impériaux, une lettre du centre de l'Italie parvenait en Sicile dans une durée de quatre à huit jours. La longueur des lettres semble augmenter avec le temps, même si certaines de ses dernières lettres sont courtes. Les dernières lettres de Sénèque traitent de sujets théoriques et philosophiques.

## Contenu
Chaque lettre commence par l'expression Seneca Lucilio suo salutem (Sénèque salue son cher Lucilius), et se termine par Vale (porte-toi bien). Dans ces lettres, Sénèque donne à Lucilius des leçons de stoïcisme et décrit l'attitude du sage. Des thèmes comme l'asthme (dans sa lettre 54, Sénèque apprend à Lucilius qu'il est asthmatique et traite de son rapport à la maladie et à sa mort proche) ou le bruit (dans la lettre 56, il évoque celui du bain public et ajoute qu'il ne le déconcentre pas) figurent dans ses lettres. L'influence de la foule (dans la lettre 7) ou le devoir de bien traiter ses esclaves (dans la lettre 47) sont également abordés. Ainsi, les Lettres de Lucilius renseignent sur la vie quotidienne en Rome antique.
On observe chez Sénèque une tendance à s'intéresser à un incident spécifique, pour ensuite aborder un sujet plus large. La lettre 7, par exemple, porte sur le choix d'aller ou non à un spectacle de gladiateur ; Sénèque réfléchit ensuite à l'éthique de ces spectacles : à notre connaissance, il s'agit du premier témoignage sur la question à l'ère pré-chrétienne.

## Thèmes
Sénèque aborde divers thèmes : sa vie privée, la joie créée par la sagesse, le stoïcisme et sa considération de la vertu comme seul bien et du vice comme seul mal, la brièveté de la vie et l'inconstance du temps qui s'écoule, la mort d'une part, un thème central du stoïcisme (Sénèque fait la réflexion que nous mourons tous les jours), le suicide d'autre part, et son utilisation judiciaire (qui s'opposait à l'Empereur encourait un suicide forcé), le jugement personnel et indépendant (dans sa lettre 33, sur les sentences des philosophes).
Les vingt premières lettres se terminent par une maxime (exemple : qui s’accommode de sa pauvreté est riche, lettre 4). L'épicurisme a inspiré l'emploi des maximes, même si Sénèque les considérait comme un procédé de débutant.

## Style d'écriture
Le style de Sénèque reflète la double fonction privée (conversation) et publique (visée littéraire et philosophique). Ainsi, du vocabulaire spécialisé (en médecine, en Droit et en navigation) et des termes philosophiques sont mêlés dans les Lettres. Par ailleurs Sénèque emploie diverses constructions : parataxe, hypotaxe, passages au discours direct, et plusieurs figures rhétoriques : allitération, chiasme, paradoxe, antithèse, oxymore, polyptote. Les Lettres comptent également des néologismes, ainsi que des hapax (mots n'ayant qu'une occurrence dans un corpus donné, et de fait difficile à traduire par manque d'informations).

## Histoire
Les manuscrits les plus anciens datent du IXe siècle. Pendant longtemps les lettres n'étaient pas groupées, les lettres 89 à 124, par exemple, apparaissaient dans leur propre manuscrit. C'est à partir du XIIe siècle que l'ensemble est publié dans un même manuscrit, et la première impression date de 1475. Erasme les édita en 1529.

## Influences
Montaigne s'inspira de ces lettres pour rédiger ses Essais : par exemple, « Que philosopher, c'est apprendre à mourir » (I, XX) est directement issu de la pensée stoïcienne, par ailleurs Montaigne mentionne Sénèque, souvent sous une périphrase comme « cet ancien ». L'humaniste Juste Lipse s'inspira également des lettres pour développer le néo-stoïcisme, un courant de pensée du XVIe siècle.
L'effet Sénèque est nommé d'après la description faite par Senèque dans la lettre 91 des Lettres à Lucilius.

## Citations
La citation Vita sine litteris mors (la vie sans l'apprentissage (est) morte) est aujourd'hui le slogan de plusieurs écoles : Derby School et Derby Grammar School en Angleterre, l'Université Adelphi à New York, et Manning's High School en Jamaique.
Les lettres sont également à l'origine du proverbe Non scholæ sed vitæ, « (nous apprenons) non pour l'école, mais pour la vie ».

## Critiques
- Érasme, dans son édition de 1529, émet trois critiques de l'œuvre :
  - Tout d'abord, plusieurs personnages interagissent de manière récurrente dans l'œuvre : ils objectent et réfutent les objections. Or, Erasme considère ce procédé comme confus, et non comme éclaircissant[14].
  - Ensuite, Sénèque critique les arguments fallacieux en philosophie, en étant lui-même inutilement pointilleux. Ainsi, Quintilien et Érasme remettent en question le statut de philosophe que Sénèque s'est lui-même attribué[14].
  - Enfin, Érasme sentait que ces lettres étaient des essais déguisés, et non une véritable correspondance, qui est un prétexte. Pour lui, il manque aux lettres de Sénèque (par rapport aux autres lettres) une réflexion sur des situations réelles[14].